# Lekkoatletyka na Igrzyskach Południowego Pacyfiku 1979
Lekkoatletyka na Igrzyskach Południowego Pacyfiku 1979 – zawody lekkoatletyczne podczas Igrzysk Południowego Pacyfiku w Suvie.

## Rezultaty

### Mężczyźni
| Konkurencja                        |                                                                         | Wynik   |                                                                                     | Wynik   |                                                                             | Wynik   |
| ---------------------------------- | ----------------------------------------------------------------------- | ------- | ----------------------------------------------------------------------------------- | ------- | --------------------------------------------------------------------------- | ------- |
| Bieg na 100 metrów                 | Samuela Yavala                                                          | 10,86   | Joseph Wéjièmé                                                                      | 10,86   | Joseph Leota                                                                | 11,02   |
| Bieg na 200 metrów                 | Joseph Wéjièmé                                                          | 22,12   | Patrice Manue                                                                       | 22,47   | Inoke Bainimoli Joseph Leota                                                | 22,52   |
| Bieg na 400 metrów                 | Paiwa Bogela                                                            | 48,73   | Hervé Le Strat                                                                      | 49,33   | Tanielu Racule                                                              | 49,73   |
| Bieg na 800 metrów                 | Ilimotama Daku                                                          | 1:54,12 | Alain Lazare                                                                        | 1:55,62 | Charlie Oliver                                                              | 1:56,00 |
| Bieg na 1500 metrów                | Alain Lazare                                                            | 3:54,38 | Usaia Sotutu                                                                        | 3:59,97 | Ian MacKenzie                                                               | 4:01,29 |
| Bieg na 5000 metrów                | Alain Lazare                                                            | 14:47,3 | Jean-Michel Boulanger                                                               | 15:26,3 | Tau John Tokwepota                                                          | 15:28,8 |
| Bieg na 10 000 metrów              | Alain Lazare                                                            | 32:00,9 | Shiri Chand                                                                         | 32:21,8 | Denis Alcade                                                                | 32:30,1 |
| Maraton                            | Alain Lazare                                                            | 2:30:57 | Batum Makon                                                                         | 2:37:48 | Tau John Tokwepota                                                          | 2:40:42 |
| Bieg na 3000 metrów z przeszkodami | Alain Lazare                                                            | 9:22,26 | Usaia Sotutu                                                                        | 9:28,06 | Ian MacKenzie                                                               | 9:36,94 |
| Bieg na 110 metrów przez płotki    | Sakaraia Tuva                                                           | 15,26   | Nowe Hebrydy Samuela Konataci                                                       | 15,28   | Lucien Brillant                                                             | 15,41   |
| Bieg na 400 metrów przez płotki    | Paiwa Bogela                                                            | 53,19   | Joe Rodan                                                                           | 54,18   | Saimoni Jioji                                                               | 55,12   |
| Skok wzwyż                         | Paul Poaniewa                                                           | 2,21    | Clément Poaniewa                                                                    | 2,11    | Pierre Léontieff-Téahu                                                      | 1,94    |
| Skok o tyczce                      | Stanley Drollet                                                         | 4,20    | Alipeti Latu                                                                        | 3,70    | Niulolo Prescott                                                            | 3,70    |
| Skok w dal                         | Yannick Talon                                                           | 7,02    | Armand Welepa                                                                       | 7,00    | Paul Pirigau                                                                | 6,98    |
| Trójskok                           | Yannick Talon                                                           | 15,39   | Piewavagi Waea                                                                      | 14,70   | Noel Mamau                                                                  | 14,70   |
| Pchnięcie kulą                     | Jean-Claude Duhaze                                                      | 17,08   | Henry Smith                                                                         | 15,94   | Martial Bone                                                                | 14,50   |
| Rzut dyskiem                       | Jean-Claude Duhaze                                                      | 50,30   | Martial Bone                                                                        | 48,16   | Henry Smith                                                                 | 48,14   |
| Rzut młotem                        | Jean-Claude Duhaze                                                      | 53,70   | Frédéric Cassier                                                                    | 46,38   | Martial Bone                                                                | 45,84   |
| Rzut oszczepem                     | Jean-Paul Lakafia                                                       | 64,44   | Folotini Mulilotu                                                                   | 63,46   | Sosefo Tini                                                                 | 62,25   |
| Dziesięciobój                      | Paul Poaniewa                                                           | 6584    | Alipeti Latu                                                                        | 6191    | Lucien Brillant                                                             | 5778    |
| Sztafeta 4 × 100 metrów            | Fidżi · Penasio Cerecere · Joe Rodan · Samuela Yavala · Inoke Bainimoli | 41,86   | Polinezja Francuska · Yvon Allain · Errol Ferriol · Hervé Le Strat · Patrice Manuel | 42,30   | Samoa · William Fong · Simanu Simi · Joseph Keil · Joe Leota                | 42,83   |
| Sztafeta 4 × 400 metrów            | Fidżi · Taniela Racule · Mosese Waqanibete · Joe Logavatu · Ilimo Daku  | 3:16,94 | Papua-Nowa Gwinea · Wavala Kali · Tony Aiam · Janos Suagotsu · Paiwa Bogela         | 3:18,36 | Wyspy Salomona · Geoffrey Nimanima · Aaron Hitu · Frank Hana · John Waokahi | 3:19,35 |

### Kobiety
| Konkurencja                     |                                                                                     | Wynik    |                                                                                  | Wynik    |                                                                                | Wynik    |
| ------------------------------- | ----------------------------------------------------------------------------------- | -------- | -------------------------------------------------------------------------------- | -------- | ------------------------------------------------------------------------------ | -------- |
| Bieg na 100 metrów              | Brigitte Hardel                                                                     | 12,07    | Miriama Chambault                                                                | 12,37    | Naomi Polum                                                                    | 12,40    |
| Bieg na 200 metrów              | Brigitte Hardel                                                                     | 24,68    | Naomi Polum                                                                      | 25,07    | Odile Mevin                                                                    | 25,30    |
| Bieg na 400 metrów              | Brigitte Hardel                                                                     | 57,02    | Alena Waqasiwa                                                                   | 58,51    | Liku Galala                                                                    | 59,37    |
| Bieg na 800 metrów              | Make Liku                                                                           | 2:22,15  | Janice Jiroru                                                                    | 2:22,74  | Gisung Ngalau                                                                  | 2:22,85  |
| Bieg na 1500 metrów             | Christele Barthelemy                                                                | 4:49,04  | Rusila Radinibeqa                                                                | 4:51,39  | Janice Jiroru                                                                  | 4:53,54  |
| Bieg na 3000 metrów             | Betty Boppart                                                                       | 10:27,76 | Christele Barthelemy                                                             | 10:48,12 | Alakoromaki Matepi                                                             | 11:06,03 |
| Bieg na 100 metrów przez płotki | Miriama Chambault                                                                   | 14,80    | Brigitte Hardel                                                                  | 14,91    | Nowe Hebrydy Leitaou Essaou                                                    | 15,68    |
| Skok wzwyż                      | Danièle Guyonnet                                                                    | 1,75     | Nowe Hebrydy Loain Pierrez                                                       | 1,58     | Denise Kacirek                                                                 | 1,58     |
| Skok w dal                      | Miriama Chambault                                                                   | 5,76     | Brigitte Hardel                                                                  | 5,60     | Laurence Napoleon                                                              | 5,29     |
| Pchnięcie kulą                  | Marie-Christine Sealeu                                                              | 13,08    | Magali Teahui                                                                    | 12,03    | Danièle Guyonnet                                                               | 11,90    |
| Rzut dyskiem                    | Marie-Christine Sealeu                                                              | 45,78    | Sandra Bordes                                                                    | 39,46    | Vinaina Drauniniu                                                              | 38,92    |
| Rzut oszczepem                  | Mereoni Vibose                                                                      | 46,94    | Georgette Paouro                                                                 | 45,48    | Monika Fiafialoto                                                              | 43,96    |
| Pięciobój                       | Danièle Guyonnet                                                                    | 3625     | Miriama Chambault                                                                | 3323     | Nowe Hebrydy Jeanne Liliord                                                    | 3022     |
| Sztafeta 4 × 100 metrów         | Nowa Kaledonia · Odile Mevin · Cathy Farrugia · Laurence Napoleon · Brigitte Hardel | 48,19    | Fidżi · Emmaline Bennion · Anaseini Uate · Weapi Gusuivalu · Sainiana Tukana     | 49,35    | Nowe Hebrydy · Laitaou Essaou · Anna Lemus · Nesbeth Meta · Maya Leeman        | 49,43    |
| Sztafeta 4 × 400 metrów         | Fidżi · Anaseini Uate · Alena Waqasiwa · Liku Galala · Make Liku                    | 3:57,97  | Nowa Kaledonia · Graziella Moutry · Karen Parage · Odile Mevin · Brigitte Hardel | 4:01,67  | Papua-Nowa Gwinea · Gisung Ngalau · Linda Marere · Naomi Polum · Janice Jiroru | 4:03,01  |